# M72 World Tour
Die M72 World Tour ist eine Tournee der US-amerikanischen Thrash-Metal-Band Metallica.

## Überblick
Am 28. November 2022 kündigten Metallica ihr zwölftes Studioalbum 72 Seasons an, das am 14. April 2023 erschien. Gleichzeitig veröffentlichte die Band ihre Single Lux Æterna und kündigte die M72 World Tour an. Die Tournee wird von Live Nation Entertainment veranstaltet und von den Sponsoren Liquid Death und Blackened American Whiskey (nur in Nordamerika) präsentiert. Die Tournee umfasst 46 Konzerte in 22 Städten und elf Ländern. In jeder Stadt werden Metallica zwei Konzerte spielen, in der Regel am Freitag und am Sonntag. Zum Abschluss der Tournee in Mexiko-Stadt finden vier Konzerte statt. Bei jedem Konzert werden Metallica unterschiedliche Lieder spielen und es werden jeweils zwei verschiedene Vorgruppen zu sehen sein. Darüber hinaus werden Metallica auf einer runden Bühne spielen. Einige Zuschauer können die Konzerte von innerhalb der Bühne aus in dem so genannten „Snake Pit“ sehen. Erstmals werden vergünstigte Eintrittskarten für Zuschauer unter 16 Jahren angeboten. Nach Berichten über Betrugsversuche mit gefälschten Tickets, angeblichen Gewinnspielen sah sich die Band im Dezember 2022 zu einer Warnung vor solchen Praktiken veranlasst.
Das für den 3. September 2023 angesetzte Konzert in Glendale wurde auf den 9. September 2023 verschoben, nachdem Metallica-Sänger James Hetfield positiv auf COVID-19 getestet wurde. Am 7. Februar 2024 wurde die M72 World Tour bei den Pollstar Awards als Rock Tour of the Year 2023 ausgezeichnet. Bei den 19 Konzerten wurden 1,2 Millionen Eintrittskarten verkauft und ein Umsatz von 125,8 Millionen US-Dollar erzielt. Im September 2024 kündigten Metallica 21 weitere Termine für das Frühjahr 2025 an, die Auftritte bei den Festivals Sick New World in Las Vegas und Sonic Temple in Columbus beinhalten. Das Festival Sick New World wurde jedoch bereits im November 2024 abgesagt. Die Band kündigte dann im Oktober 2024 für den November 2025 Konzerte in Australien und Neuseeland an. Im Mai 2025 wurden 16 weitere Konzerte in Europa für das Frühjahr 2026 angekündigt.

## Vorbands
Als Vorgruppen wurden die Bands Architects, Five Finger Death Punch, Greta Van Fleet, Ice Nine Kills, Mammoth WVH, Pantera und Volbeat bestätigt. Five Finger Death Punch mussten ihre Teilnahme am Konzert in Amsterdam am 29. April 2023 absagen, da sich ihr Sänger Ivan Moody einer Hernienoperation unterziehen musste und es bei der Genesung zu Komplikationen kam. Als Ersatz sprang die Nightwish-Sängerin Floor Jansen ein. Ice Nine Kills mussten aus gesundheitlichen Gründen auf ihren Gitarristen Dan Sugarman verzichten, der durch Doc Coyle (God Forbid, Bad Wolves) und Miles Dimitri Baker (Interloper, Voidbringer) ersetzt wurde. Five Finger Death Punch mussten auch ihre Teilnahme an den Konzerten in Paris und Hamburg absagen und wurden durch die Band Epica ersetzt.
Beim Konzert in Inglewood am 27. August 2023 mussten Five Finger Death Punch auf den erkrankten Sänger Ivan Moody verzichteten. Die Band spielte das Konzert trotzdem, wobei sich Phil Labonte (All That Remains), Howard Jones (Light the Torch, ex-Killswitch Engage) und AJ Channer (Fire from the Gods) sich den Gesang teilten. Beim letzten Konzert in Mexiko-Stadt am 29. September 2024 fiel Ivan Moody erneut verletzt aus, Five Finger Death Punch wurden daher durch die mexikanische Progressive-Metal-Band Agora vertreten. Bei den Terminen im Frühjahr 2025 werden Metallica von Pantera, Suicidal Tendencies, Limp Bizkit und Ice Nine Kills begleitet. Für die Konzerte im Herbst 2025 wurden Evanescence und die Suicidal Tendencies als Vorgruppen bestätigt. Bei den Europaterminen im Frühjahr 2026 werden Metallica von Gojira, Knocked Loose, Pantera und Avatar begleitet.

## Soziales Engagement
Ein Teil der Einnahmen der Tournee geht an die im Jahre 2017 von Metallica gegründete Stiftung All Within My Hands. Von der Gründung bis zur Ankündigung der Tournee konnte die Stiftung rund 13 Millionen US-Dollar aufbringen. Davon wurden 5,9 Millionen US-Dollar für Bildungsprogramme, über 2,5 Millionen US-Dollar für Lebensmittelspenden und über 3,2 Millionen US-Dollar an die Opfer von Naturkatastrophen gespendet. Nach dem ersten Konzert in Hamburg spendete Metallica jeweils 40.000 Euro an die Hamburger Vereine CaFée mit Herz und Dein Topf.

## Konzerte
Ausgefallene Termine sind rot unterlegt.

### 2023

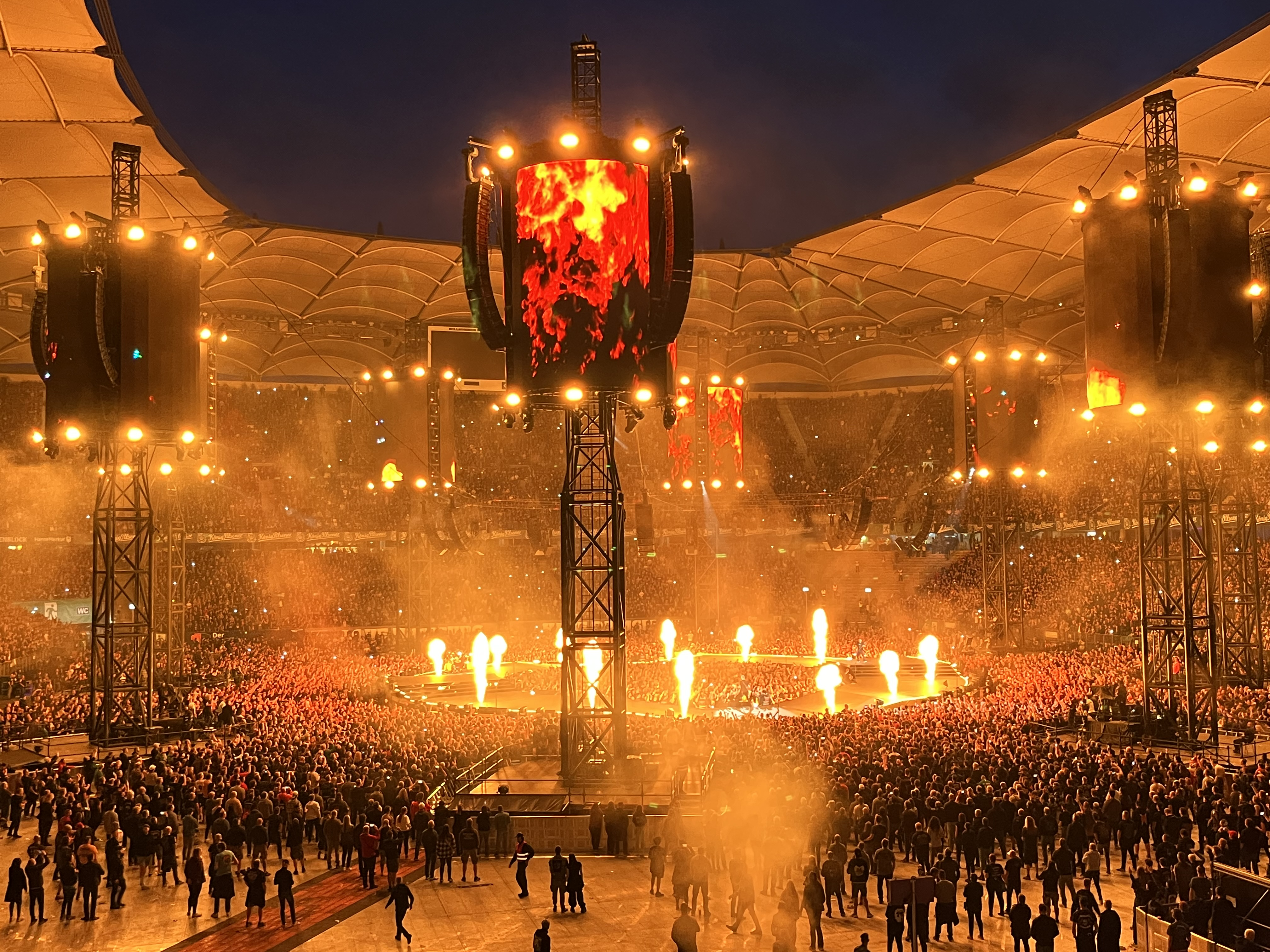
Metallica am 28. Mai 2023 im Volksparkstadion Hamburg

| Datum             | Stadt           | Veranstaltungsort            | Vorgruppen                               |
| ----------------- | --------------- | ---------------------------- | ---------------------------------------- |
| 27. April 2023    | Amsterdam       | Johan-Cruyff-Arena           | Architects & Mammoth WVH                 |
| 29. April 2023    | Amsterdam       | Johan-Cruyff-Arena           | Floor Jansen & Ice Nine Kills            |
| 17. Mai 2023      | Paris           | Stade de France              | Epica & Ice Nine Kills                   |
| 19. Mai 2023      | Paris           | Stade de France              | Architects & Mammoth WVH                 |
| 26. Mai 2023      | Hamburg         | Volksparkstadion             | Architects & Mammoth WVH                 |
| 28. Mai 2023      | Hamburg         | Volksparkstadion             | Epica & Ice Nine Kills                   |
| 16. Juni 2023     | Göteborg        | Ullevi                       | Volbeat & Mammoth WVH                    |
| 18. Juni 2023     | Göteborg        | Ullevi                       | Five Finger Death Punch & Ice Nine Kills |
| 4. August 2023    | East Rutherford | MetLife Stadium              | Pantera & Mammoth WVH                    |
| 6. August 2023    | East Rutherford | MetLife Stadium              | Five Finger Death Punch & Ice Nine Kills |
| 11. August 2023   | Montréal        | Olympiastadion               | Pantera & Mammoth WVH                    |
| 13. August 2023   | Montréal        | Olympiastadion               | Five Finger Death Punch & Ice Nine Kills |
| 18. August 2023   | Arlington       | AT&T Stadium                 | Pantera & Mammoth WVH                    |
| 20. August 2023   | Arlington       | AT&T Stadium                 | Five Finger Death Punch & Ice Nine Kills |
| 25. August 2023   | Inglewood       | SoFi Stadium                 | Pantera & Mammoth WVH                    |
| 27. August 2023   | Inglewood       | SoFi Stadium                 | Five Finger Death Punch & Ice Nine Kills |
| 1. September 2023 | Glendale        | State Farm Stadium           | Pantera & Mammoth WVH                    |
| 9. September 2023 | Glendale        | State Farm Stadium           | Five Finger Death Punch & Ice Nine Kills |
| 3. November 2023  | St. Louis       | The Dome at America’s Center | Pantera & Mammoth WVH                    |
| 5. November 2023  | St. Louis       | The Dome at America’s Center | Five Finger Death Punch & Ice Nine Kills |
| 10. November 2023 | Detroit         | Ford Field                   | Pantera & Mammoth WVH                    |
| 12. November 2023 | Detroit         | Ford Field                   | Five Finger Death Punch & Ice Nine Kills |

### 2024
| Datum              | Stadt        | Veranstaltungsort             | Vorgruppen                               |
| ------------------ | ------------ | ----------------------------- | ---------------------------------------- |
| 24. Mai 2024       | München      | Olympiastadion                | Architects & Mammoth WVH                 |
| 26. Mai 2024       | München      | Olympiastadion                | Five Finger Death Punch & Ice Nine Kills |
| 7. Juni 2024       | Helsinki     | Olympiastadion                | Architects & Mammoth WVH                 |
| 9. Juni 2024       | Helsinki     | Olympiastadion                | Five Finger Death Punch & Ice Nine Kills |
| 14. Juni 2024      | Kopenhagen   | Parken                        | Architects & Mammoth WVH                 |
| 16. Juni 2024      | Kopenhagen   | Parken                        | Five Finger Death Punch & Ice Nine Kills |
| 5. Juli 2024       | Warschau     | PGE Narodowy                  | Architects & Mammoth WVH                 |
| 7. Juli 2024       | Warschau     | PGE Narodowy                  | Five Finger Death Punch & Ice Nine Kills |
| 12. Juli 2024      | Madrid       | Estadio Civitas Metropolitano | Architects & Mammoth WVH                 |
| 14. Juli 2024      | Madrid       | Estadio Civitas Metropolitano | Five Finger Death Punch & Ice Nine Kills |
| 2. August 2024     | Foxborough   | Gillette Stadium              | Pantera & Mammoth WVH                    |
| 4. August 2024     | Foxborough   | Gillette Stadium              | Five Finger Death Punch & Ice Nine Kills |
| 9. August 2024     | Chicago      | Soldier Field                 | Pantera & Mammoth WVH                    |
| 11. August 2024    | Chicago      | Soldier Field                 | Five Finger Death Punch & Ice Nine Kills |
| 16. August 2024    | Minneapolis  | U.S. Bank Stadium             | Pantera & Mammoth WVH                    |
| 18. August 2024    | Minneapolis  | U.S. Bank Stadium             | Five Finger Death Punch & Ice Nine Kills |
| 23. August 2024    | Edmonton     | Commonwealth Stadium          | Pantera & Mammoth WVH                    |
| 25. August 2024    | Edmonton     | Commonwealth Stadium          | Five Finger Death Punch & Ice Nine Kills |
| 30. August 2024    | Seattle      | Lumen Field                   | Pantera & Mammoth WVH                    |
| 1. September 2024  | Seattle      | Lumen Field                   | Five Finger Death Punch & Ice Nine Kills |
| 20. September 2024 | Mexiko-Stadt | Foro Sol                      | Greta Van Fleet & Mammoth WVH            |
| 22. September 2024 | Mexiko-Stadt | Foro Sol                      | Five Finger Death Punch & Ice Nine Kills |
| 27. September 2024 | Mexiko-Stadt | Foro Sol                      | Greta Van Fleet & Mammoth WVH            |
| 29. September 2024 | Mexiko-Stadt | Foro Sol                      | Agora & Ice Nine Kills                   |

### 2025
| Datum             | Stadt        | Veranstaltungsort          | Vorgruppen                        |
| ----------------- | ------------ | -------------------------- | --------------------------------- |
| 12. April 2025    | Las Vegas    | Las Vegas Festival Grounds | Festivalauftritt (Sick New World) |
| 19. April 2025    | Syracuse     | JMA Wireless Dome          | Pantera & Suicidal Tendencies     |
| 24. April 2025    | Toronto      | Rogers Centre              | Pantera & Suicidal Tendencies     |
| 26. April 2025    | Toronto      | Rogers Centre              | Limp Bizkit & Ice Nine Kills      |
| 1. Mai 2025       | Nashville    | Nissan Stadium             | Pantera & Suicidal Tendencies     |
| 3. Mai 2025       | Nashville    | Nissan Stadium             | Limp Bizkit & Ice Nine Kills      |
| 7. Mai 2025       | Blacksburg   | Lane Stadium               | Pantera & Suicidal Tendencies     |
| 9. Mai 2025       | Columbus     | Historic Crew Stadium      | Festivalauftritt (Sonic Temple)   |
| 11. Mai 2025      | Columbus     | Historic Crew Stadium      | Festivalauftritt (Sonic Temple)   |
| 23. Mai 2025      | Philadelphia | Lincoln Financial Field    | Limp Bizkit & Ice Nine Kills      |
| 25. Mai 2025      | Philadelphia | Lincoln Financial Field    | Pantera & Suicidal Tendencies     |
| 28. Mai 2025      | Landover     | Northwest Stadium          | Pantera & Suicidal Tendencies     |
| 31. Mai 2025      | Charlotte    | Bank of America Stadium    | Pantera & Suicidal Tendencies     |
| 3. Juni 2025      | Atlanta      | Mercedes-Benz Stadium      | Pantera & Suicidal Tendencies     |
| 6. Juni 2025      | Tampa        | Raymond James Stadium      | Limp Bizkit & Ice Nine Kills      |
| 8. Juni 2025      | Tampa        | Raymond James Stadium      | Pantera & Suicidal Tendencies     |
| 14. Juni 2025     | Houston      | NRG Stadium                | Limp Bizkit & Ice Nine Kills      |
| 20. Juni 2025     | Santa Clara  | Levi’s Stadium             | Limp Bizkit & Ice Nine Kills      |
| 22. Juni 2025     | Santa Clara  | Levi’s Stadium             | Pantera & Suicidal Tendencies     |
| 27. Juni 2025     | Denver       | Empower Field at Mile High | Limp Bizkit & Ice Nine Kills      |
| 22. Juni 2025     | Denver       | Empower Field at Mile High | Pantera & Suicidal Tendencies     |
| 1. November 2025  | Perth        | Optus Stadium              | Evanescance & Suicidal Tendencies |
| 5. November 2025  | Adelaide     | Adelaide Oval              | Evanescance & Suicidal Tendencies |
| 8. November 2025  | Melbourne    | Marvel Stadium             | Evanescance & Suicidal Tendencies |
| 12. November 2025 | Brisbane     | Suncorp Stadium            | Evanescance & Suicidal Tendencies |
| 15. November 2025 | Sydney       | Accor Stadium              | Evanescance & Suicidal Tendencies |
| 19. November 2025 | Auckland     | Eden Park                  | Evanescance & Suicidal Tendencies |

### 2026
| Datum         | Stadt             | Veranstaltungsort      | Vorgruppen             |
| ------------- | ----------------- | ---------------------- | ---------------------- |
| 9. Mai 2026   | Athen             | Olympiastadion         | Gojira & Knocked Loose |
| 13. Mai 2026  | Bukarest          | Arena Națională        | keine                  |
| 19. Mai 2026  | Chorzow           | Stadion Śląski         | keine                  |
| 22. Mai 2026  | Frankfurt am Main | Deutsche Bank Park     | Gojira & Knocked Loose |
| 24. Mai 2026  | Frankfurt am Main | Deutsche Bank Park     | Pantera & Avatar       |
| 30. Mai 2026  | Berlin            | Olympiastadion         | Gojira & Knocked Loose |
| 3. Juni 2026  | Bologna           | Stadio Renato Dall’Ara | Gojira & Knocked Loose |
| 11. Juni 2026 | Budapest          | Puskás Aréna           | Pantera & Avatar       |
| 19. Juni 2026 | Dublin            | Aviva Stadium          | Pantera & Avatar       |
| 21. Juni 2026 | Dublin            | Aviva Stadium          | Gojira & Knocked Loose |
| 25. Juni 2026 | Glasgow           | Hampden Park           | Gojira & Knocked Loose |
| 28. Juni 2026 | Cardiff           | Principality Stadium   | Gojira & Knocked Loose |
| 3. Juli 2026  | London            | London Stadium         | Gojira & Knocked Loose |
| 5. Juli 2026  | London            | London Stadium         | Pantera & Avatar       |

## Setlists
| Metallica (27. April 2023) 1. Orion 2. For Whom the Bell Tolls 3. Holier Than Thou 4. King Nothing 5. Lux Æterna 6. Screaming Suicide 7. Fade to Black 8. Sleepwalk My Life Away 9. Nothing Else Matters 10. Sad but True 11. The Day That Never Comes 12. Ride the Lightning 13. Battery 14. Fuel 15. Seek & Destroy 16. Master of Puppets | Metallica (29. April 2023) 1. The Call of Ktulu 2. Creeping Death 3. Leper Messiah 4. Until It Sleeps 5. 72 Seasons 6. If Darkness Had a Son 7. Welcome Home (Sanitarium) 8. You Must Burn! 9. The Unforgiven 10. Wherever I May Roam 11. Harvester of Sorrow 12. Moth into Flame 13. Fight Fire with Fire 14. Whiskey in the Jar 15. One 16. Enter Sandman | Architects (27. April 2023) 1. Black Lungs 2. Nihilist 3. Be Very Afraid 4. Tear Gas 5. Deep Fake 6. A New Moral Low Ground 7. Doomsday 8. Mortal After All 9. Impermanence 10. Meteor 11. When We Were Young 12. Animals |

| Mammoth WVH (27. April 2023) 1. Mammoth 2. Mr. Ed 3. Epiphany 4. Stone 5. You’re to Blame 6. Another Celebration at the End of the World 7. Don’t Back Down | Ice Nine Kills (29. April 2023) 1. Savages 2. Wurst Vacation 3. Hip to Be Scared 4. Welcome to Horrorwood 5. The Shower Scene 6. Ex-Mørtis 7. The American Nightmare | Floor Jansen (29. April 2023) 1. Fire 2. Storm in a Glass 3. Invincible 4. Euphoria 5. While Love Died 6. Energize Me 7. Storm 8. Me Without You 9. My Paragon 10. Daydream 11. The Phantom of the Opera |

| Epica (17. Mai 2023) 1. Abyss of Time – Countdown to Singularity 2. The Essence of Silence 3. Unleashed 4. The Final Lullaby 5. The Obsessive Devotion 6. The Skeleton Key 7. Code of Life 8. Beyond the Matrix 9. Consign to Oblivion | Volbeat (16. Juni 2023) 1. The Devil’s Bleeding Crown 2. Temple of Ekur 3. Seal the Deal 4. Lola Montez 5. Sad Man’s Tongue 6. Black Rose 7. Hallelujah Goat 8. The Devil Rages On 9. Wait a Minute My Girl 10. For evigt 11. Still Counting | Greta Van Fleet (20. September 2024) 1. The Falling Sky 2. Safari Song 3. Lover, Leaver (Taker, Believer) 4. Meeting the Master 5. Heat Above 6. Light My Love 7. The Archer 8. Highway Tune 9. Runway Blues |

## Persönlichkeiten
| Metallica - James Hetfield – Gesang, Gitarre - Kirk Hammett – Gitarre - Robert Trujillo – Bass - Lars Ulrich – Schlagzeug | Architects - Sam Carter – Gesang - Adam Christianson – Gitarre - Josh Middleton – Gitarre - Alex Dean – Bass - Dan Searle – Schlagzeug | Epica - Simone Simons – Gesang - Mark Jansen – Gitarre - Isaac Delahaye – Bass - Coen Janssen – Keyboard - Ariën van Weesenbeek – Schlagzeug |

| Five Finger Death Punch - Ivan Moody – Gesang - Zoltán Báthory – Gitarre - Andy James – Gitarre - Chris Kael – Bass - Charlie Engen – Schlagzeug | Greta Van Fleet - Joshua Kiszka – Gesang - Jacob Kiszka – Gitarre - Samuel Kiszka – Bass - Daniel Wagner – Schlagzeug | Ice Nine Kills - Spencer Charnas – Gesang - Ricky Armellino – Gitarre, Gesang - Doc Coyle – Gitarre 1 - Miles Dimitri Baker – Gitarre 1 - Joe Occhiuti – Bass - Patrick Galante – Schlagzeug |

| Limp Bizkit - Fred Durst – Gesang - Wes Borland – Gitarre - Sam Rivers – Bass - DJ Lethal – Turntables - John Otto – Schlagzeug | Mammoth WVH - Wolfgang Van Halen – Gesang, Gitarre - Jon Jourdan – Gitarre 1 - Frank Sidoris – Gitarre 1 - Ronnie Ficarro – Bass 1 - Garrett Whitlock – Schlagzeug 1 | Pantera - Phil Anselmo – Gesang - Zakk Wylde – Gitarre 1 - Rex Brown – Bass - Charlie Benante – Schlagzeug 1 |

| Suicidal Tendencies - Mike Muir – Gesang - Dean Pleasants – Gitarre - Jeff Pogan – Gitarre - Ra Diaz – Bass - Jay Weinberg – Schlagzeug | Volbeat - Michael Poulsen – Gesang, Gitarre - Rob Caggiano – Gitarre - Kaspar Boye Larsen – Bass - Jon Larsen – Schlagzeug |  |